# →unfinished→
「→unfinished→」（アンフィニッシュト）は、KOTOKOの18枚目のシングル。2012年5月16日にワーナー・ホーム・ビデオから発売された。

## 概要
前作「Light My Fire」から半年ぶりのリリースで、WHV移籍後2枚目のシングルとなる。表題曲「→unfinished→」は、テレビアニメ『アクセル・ワールド』のエンディングテーマに起用されており、作曲・編曲をfripSideのプロデューサーである八木沼悟志が担当している。PVではアバターの黒雪姫をイメージした蝶や、仮想世界と現実世界を往復するシーンも取り入れられている。なお、ジャケットでは目のアップが使用されているが、この撮影では目とその周辺のみにメイクを施し私服のまま行われた。
デカ帯（ワイドキャップ）仕様。アニメ柄アナザージャケット付き。

## 収録曲
1. →unfinished→ [4:42]
作詞：KOTOKO、作曲・編曲：八木沼悟志
  - テレビアニメ『アクセル・ワールド』前期エンディングテーマ
  - タイトルの「→unfinished→」は、登場人物の成長を込めて付けられた[4]。
2. サクラノアメモエギノヨ [5:06]
作詞：KOTOKO、作曲・編曲：齋藤真也
3. →unfinished→（instrumental）
4. サクラノアメモエギノヨ（instrumental）

DVD（初回限定盤のみ）
1. MUSIC VIDEO 「→unfinished→」
2. Making Video
3. TV-SPOT